# Štirinsko Jezero
Štirinsko Jezero är en sjö i Bosnien och Hercegovina.   Den ligger i entiteten Republika Srpska, i den sydöstra delen av landet, 50 km söder om huvudstaden Sarajevo. Štirinsko Jezero ligger 1 668 meter över havet.
Trakten runt Štirinsko Jezero består till största delen av jordbruksmark. Runt Štirinsko Jezero är det ganska tätbefolkat, med 67 invånare per kvadratkilometer.